# Чернуха Ольга Юріївна

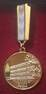
Відзнака Національної академії наук України «За професійні здобутки»

Ольга Юріївна Чернуха (*14 січня 1962 р.) — українська вчена-математик. Професор, доктор технічних наук, кандидат фізико-математичних наук, провідна наукова співробітниця відділу математичного моделювання нерівноважних процесів Центру математичного моделювання Інституту прикладних проблем механіки і математики ім. Я. С. Підстригача НАН України.

## Бібліографічні відомості
Народилася 14 січня 1962 р. в сім'ї українського вченого-механіка Чернухи Юрія Антоновича у м. Львів.
У 1984 р. закінчила математичний факультет Львівського державного університету ім. І.Франка та здобула кваліфікацію «Математик. Викладач».
У 1999 році отримала сертифікати C++ Programmer від «Brainbench» та «tekmetrics».
У 1998 р. захистила дисертацію на ступінь кандидата фізико-математичних наук за спеціальністю 01.05.02 — математичне моделювання та обчислювальні методи (науковий керівник — доктор фізико-математичних наук, професор Чапля Євген Ярославович).
З 2008 р. (захист у 2007 р.) доктор технічних наук за спеціальністю 01.05.02 — математичне моделювання та обчислювальні методи (науковий консультант — доктор фізико-математичних наук, професор Чапля Євген Ярославович).
Звання старшої наукової співробітниці присвоєно у 2002 р.
У 2014 році присвоєно звання професора за спеціальністю математичне моделювання та обчислювальні методи.

### Професійна діяльність
У 1984—1991 р. працювала на різних посадах у Львівському НДІ матеріалів.
У 1991—1992 р. працювала в Інституті прикладних проблем механіки і математики ім. Я. С. Підстригача НАН України на посаді провідної інженерки.
З 1992 року (моменту створення) працює в Центрі математичного моделювання: 1992 — провідний інженер, 1996 — молодша наукова співробітниця, 1999 — наукова співробітниця, 2000 — старша наукова співробітниця, 2008 — провідна наукова співробітниця, 2009 ‑ завідувачка відділу математичного моделювання нерівноважних процесів, 2019 — провідна наукова співробітниця.
З 2016 року працює за сумісництвом на посаді професора кафедри обчислювальної математики та програмування Інституту прикладної математики та фундаментальних наук Національного університету «Львівська політехніка».
Наукова керівниця 4-х захищених кандидатських дисертацій А. Р. Торського, В. А. Дмитрук, Ю. І. Білущака, А. Є. Чучвари (Давидок). На даний час наукова консультантка докторської дисертації к.т.н. Ю. І. Білущака.
Була керівницею магістерських робіт у Прикарпатському університеті ім. В.Стефаника.
На даний час є членом спеціалізованої Вченої ради Д58.052.01 із захисту докторських і кандидатських дисертацій.
Є членом редколегій наукових збірників: «Фізико-математичне моделювання та інформаційні технології», «Mathematical modeling and computing» (SCOPUS).
Член атестаційної комісії зі здачі кандидатського іспиту зі спеціальності 01.05.02 — математичне моделювання та обчислювальні методи.
Член програмних комітетів конференцій: Міжнародна науково-практична конференція «Інформаційні технології та комп'ютерне моделювання», м. Івано-Франківськ; Міжнародна наукова конференція «Мікро- та нанонеоднорідні матеріали: моделі та експеримент», м. Львів.
Член Робочої групи математичного напряму зі створення Великої української енциклопедії.

## Наукова робота
Протягом роботи в НАН України була керівником і співкерівником, а також відповідальним виконавцем науково-дослідних тем за держбюджетним замовленням НАН України, Державного фонду фундаментальних досліджень та госпдоговірної тематики.
На даний час є керівником НДР «Математичне та комп'ютерне моделювання зв'язаних процесів різної фізичної природи в об'єктах складної внутрішньої структури і топології та створення програмного забезпечення».
Напрямки наукових досліджень:
- розробка підходів і методів математичного та комп'ютерного моделювання процесів переносу у випадково неоднорідних багатофазних тілах;
- побудова континуально-термодинамічних моделей термомеханогетеродифузійних процесів в тілах з мікроструктурою;
- розробка аналітичних (точних, ітераційних, наближених) методів розв'язування крайових і контактно-крайових задач дифузії, гетеродифузії, термодифузії тощо в складних і складених структурах.

Основні наукові результати:
- Розробила підхід до опису дифузійних процесів у багатофазних випадково неоднорідних тілах, що базується на використанні узагальнених функцій, інтегральних рівнянь, теорії ймовірності та методі функцій Гріна, для математичних моделей масопереносу, в яких неоднорідність структури матеріалу врахована в коефіцієнтах рівнянь, що є випадковими стрибкоподібними функціями просторових координат.- Обгрунтувала узагальнення розвиненого підходу для математичних моделей дифузії та термодифузії в бінарних системах; для ефективної числової реалізації моделей встановила умови  існування розв'язків та збіжності відповідних інтегральних рядів для задач, поставлених за континуально-термодинамічним підходом.  - Отримала функціональні залежності усереднених за ансамблем конфігурацій фаз полів концентрації від дольового вмісту фаз, їхніх фізичних характеристик та величини стрибків коефіцієнта дифузії на міжфазних границях.  - Дослідила закономірності масопереносу домішок у двофазних тілах. Показала необхідність врахування як різних дифузійних властивостей матриці та включень, так і стрибків коефіцієнта дифузії на міжфазних границях. Встановила область зростання концентрації, причому для шаруватих і волокнистих тіл таке зростання характерне для областей, близьких до джерел маси, а для середовищ з кульовими включеннями максимум концентрації зсунутий в глибину тіла. Визначила області застосовності гомогенізованих моделей.  - В аксіоматизованому вигляді побудувала вихідні співвідношення математичної моделі механотермодифузії у двофазному двокомпонентному середовищі за континуально-термодинамічним підходом, яка враховує взаємовплив теплових, механічних і дифузійних процесів (разом з Є. Я. Чаплею).  - Отримала рівняння Дайсона та нелокальне інтегродиференціальне рівняння стаціонарної теплопровідності для усередненого поля температур в тілах випадково неоднорідної структури з використанням діаграм Фейнмана.  - Встановила умови та довела теорему абсолютної і рівномірної збіжності рядів Неймана задачі стаціонарної теплопровідності для стохастично неоднорідних тіл скінченних розмірів.  - Розробила оригінальний метод знаходження аналітичних розв'язків контактно-крайових задач дифузії в тілах двофазної періодичної структури, який базується на застосуванні інтегральних перетворень за просторовими змінними в контактуючих областях. Знайшла аналітичні розв'язки крайових задач дифузії у горизонтально періодичних структурах за умов ідеального та неідеального контакту. На цій основі розробила пакет програм і дослідила закономірності процесів масопереносу в таких системах. Зокрема показала наявність приповерхневого максимуму концентрації в розподілах по глибині шару за неідеальних умов контакту, що характерно для задач гетеродифузії, тоді як розподіли концентрації в шарі за умов ідеального масового контакту подібні до розподілів у гомогенному середовищі. Встановила умови, за яких існує зв'язок задачі дифузії в тілі з горизонтально періодичною структурою із задачею вертикальної (одновимірної) гетеродифузії.  - Запропонований метод узагальнила на випадок конвективної дифузії з урахуванням сорбції у двошаровій смузі. Отримала аналітичні вирази для визначення концентрацій домішки та потоків маси у кожному структурному елементі тіла, що дало можливість запропонувати схему знаходження часу насичення забруднюючою речовиною двошарового фільтра та досліджувати його залежність від фізико-хімічних властивостей матеріалу і геометричних параметрів.  - За континуально-термодинамічним підходом побудувала та дослідила вихідні нелінійні співвідношення математичної моделі теплових, дифузійних та механічних процесів у середовищі з пастками за каскадного розпаду домішкових частинок. Використовуючи концепцію локальної термодинамічної рівноваги, побудувала рівняння стану та рівняння балансу ентропії, на основі якого записані кінетичні рівняння. Встановила обмеження на потужності виробництва маси компонент системи. Запропонувала варіант лінеаризації рівнянь стану та кінетичних співвідношень (разом з Є. Я. Чаплею і Ю. І. Білущаком).  - Побудувала ключову систему рівнянь термомеханогетеродифузії у багатокомпонентному тілі з урахуванням каскадного розпаду частинок домішки у випадку вибору в якості розв'язуючих функцій температури, густини тіла, вектора переміщення точок континууму центрів мас та концентрації домішкових компонент, у тому числі тих, що утворилися внаслідок розпаду. Отримала часткові варіанти математичної моделі механотермогетеродифузії у середовищі з пастками за каскадного розпаду мігруючих речовин за умов термодинамічної рівноваги щодо процесів переходу частинок між різними станами (разом з Є. Я. Чаплею і Ю. І. Білущаком).  - Аксіоматизувала базові положення континуально-термодинамічного модельного опису процесів перенесення з урахуванням різних станів домішкових частинок у мікроструктурі тіла та їх каскадного розпаду.  - Сформулювала новий вид зв'язаних крайових задач каскадного типу, коли розв'язок задачі на одному етапі каскаду є джерелом в задачі на наступному кроці. Розробила метод розв'язування таких задач, який базується на ітераційній процедурі та функціях Гріна. Для математичних моделей дифузії, невзаємодіючих потоків, дифузії у середовищі з пастками та гетеродифузії побудовані та досліджені розв'язки крайових задач каскадного типу, що знаходять своє застосування у кількісному аналізі процесів масоперенесення, які супроводжуються радіоактивним каскадним розпадом або ланцюговими хімічними реакціями (разом з Ю. І. Білущаком).  - Розробила системний підхід до опису складних і складених систем, який ґрунтується на синтезі класичного підходу математичного моделювання взаємозв'язаних процесів різної фізичної природи в неоднорідних середовищах для добре структурованої частини системи і некласичного статистичного підходу до моделювання невідомої граничної умови на основі експериментальних даних (разом з Ю. І. Білущаком).  - Побудувала математичну модель дифузії домішкових частинок у двофазних випадково неоднорідних шаруватих тілах, в рамках якої запропоновано нове представлення оператора рівняння дифузії для всього тіла, яке явно враховує стрибки функції концентрації та її похідної на границях контакту фаз (разом з Ю. І. Білущаком).  - Запропонувала та обгрунтувала підхід до математичного опису дисперсії поля і функції кореляції поля концентрації речовини, дифундуючої у двофазних випадково неоднорідних шаруватих тілах, який використовує подання поля концентрації у вигляді збіжного інтегрального ряду Неймана та враховує усереднення за ансамблем конфігурацій фаз. Отримала формули для визначення дисперсії поля та функції кореляції поля в інтегральному вигляді через детерміновані функцію Гріна та концентрацію речовини в однорідному тілі, а також відому функцію кореляції фаз. При цьому враховувався не тільки ймовірнісний розподіл фаз, але і парний взаємовплив включень (разом з Ю. І. Білущаком).  - Сформулювала і довела теореми існування розв'язку та абсолютної і рівномірної збіжності ряду Неймана для задачі дифузії, оператор якого враховує стрибки шуканої функції та її похідної на границях контакту на основі встановлення закономірностей для коефіцієнтів мажорування, що визначаються рекурсивно (разом з Ю. І. Білущаком).  - Дослідила процеси гетеродифузії домішкової речовини двома шляхами у смузі з випадково розташованим прошарком іншого матеріалу, отримала нову систему інтегро-диференціальних рівнянь, яка розв'язана методом послідовних наближень; проаналізований вплив характеристик матеріалів, з яких складається тіло, на усереднені поля концентрації (разом з О. О. Власій).  - Дослідила випадковий потік домішкової речовини у двофазній стохастично неоднорідній смузі з найімовірнішим розташуванням включень в околі поверхонь тіла; проаналізований вплив характеристик середовища на розподіл потоку маси (разом з А. Є. Чучварою).  - Отримано розрахункові формули для усередненого потоку маси за нульової та ненульової сталої початкових концентрацій у тілі з рівномірним розподілом фаз для випадків, коли товщина прошарків є випадковою величиною з рівномірним або трикутним розподілом на заданому проміжку (разом з А. Є. Чучварою).  - Означено матричну функцію Гріна крайової задачі гетеродифузії в шарі з двома шляхами міграції, врахуванням процесів сорбції-десорбції та розпаду мігруючої речовини. Знайдено і досліджено елементи матричної функції Гріна; встановлено, що в околі однієї з границь шару значення другого елемента функції Гріна в рази більші ніж першого, стан якого відповідає швидкому шляху дифузії. На цій основі розв'язана низка крайових задач масоперенесення за дії внутрішніх детермінованих і випадкових точкових джерел маси, що знаходять своє застосування у низці технологічних процесів складних композитних конструкцій з використанням склеювання шарів, склеювання біологічних тканин при складних медичних операціях, тощо (разом з Є. Я. Чаплею і Ю. І. Білущаком).  Розроблено математичну модель дифузії домішкової речовини у пористому грунті зі сферичними випадково розташованими порами різних радіусів. Модель враховує гранулометричний склад грунту, щільність укладки зерен породи, використовує як параметр моделі геометричну характеристику пористого середовища ‑ ефективні діаметри частинок грунту. Отримано диференціальне рівняння масоперенесення для тіла в цілому, яке враховує стрибки шуканої функції та її похідної на випадкових границях розділу фаз. Розв'язок знайдено для пористого шару у вигляді ряду Неймана, усереднення функції концентрації проведено за ансамблем конфігурацій фаз. Встановлено, що чим більша пористість структури, тим меншими є значення усередненої концентрації мігруючої речовини, натомість концентрація в однорідному середовищі з усередненими характеристиками є більшою (разом з А. Є. Чучварою).

На основі розроблених підходів, методів, моделей та алгоритмів створено програмні засоби для:
- розрахунку параметрів елементів фільтраційних систем для очищення питної та використаної води;
- оцінки часу праці та ефективності роботи насипних фільтрів;
- визначення кількості вимитої радіоактивної речовини з паливовмісних утворень, які виникли в результаті аварії на ЧАЕС;
- розрахунку напружено-деформованого стану при гетеродифузії двома шляхами і дії точкового джерела маси.

А саме:
- Розроблено програмний комплекс «FlowRan», призначений для кількісного і якісного аналізу дифузійних потоків мігруючої речовини у випадково неоднорідних шаруватих тілах з різними конфігураціями фаз (разом з А. Є. Чучварою та Ю. І. Білущаком).
- Побудувала розрахункові схеми та створила програмний комплекс «Ro-conc» для розрахунку усереднених полів концентрації для тришарових і багатошарових тіл, оцінки суми залишкових членів ряду Неймана, дисперсії поля та функції кореляції поля концентрації мігруючих частинок залежно від різних значень фізичних і геометричних характеристик шаруватої структури. При цьому розглянула практичні задачі, що моделюють процес дифузії домішкових атомів водню і вуглецю в шаруватих структурах залізо‑мідь та {\displaystyle \alpha }-залізо‑нікель (разом з Ю. І. Білущаком).

### Навчальна робота
Дисципліни, які викладає:
- теорія ймовірностей та математична статистика;
- теорія алгоритмів;
- спецкурс з математичного моделювання.

Розробка навчальних матеріалів:
- Чернуха О. Ю., Пахолок Б. Б., Білущак Ю. І. Диференціальні рівняння: Конспект лекцій. — Львів: вид-во НУ ЛП, ОМП, 2019. — 133 c.
- Електронний навчально-методичний комплекс у ВНС ЛП «Дискретна математика», Чернуха О. Ю., Білущак Ю. І. — Львів: вид-во НУ ЛП, ОМП, 2018 р.

## Нагороди та відзнаки
- Нагороджена Відзнакою Національної академії наук України «За професійні здобутки» (2011).
- Нагороджена Ювілейною почесною грамотою президії Національної академії наук України за досягнення у вирішенні найважливіших наукових і науково-технічних проблем, і впровадженні розробок у народне господарство та практику соціально-культурного будівництва, підготовці і вихованні кадрів, активну участь у громадському житті та самовіддану сумлінну працю (2018).
- Нагороджена Грамотою Західного наукового центру НАН України і МОН України за підготовку наукової зміни та вагомий внесок у розвиток наукових досліджень (2017).
- Отримала: The Cambridge certificate of Outstanding Scientific Achievement — 2016.
- Включена в щорічний випуск Who is Who in the World. Science and Engineering з 2014 р. (New York, USA)

## Публікації

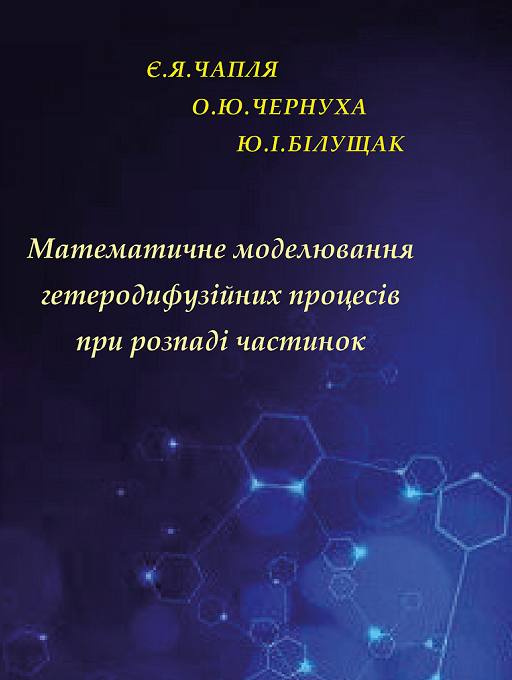
Монографія 2018 року

О. Ю. Чернуха є авторкою і співавторкою понад 270 наукових праць.
Монографії:
- Чапля Є. Я., Чернуха О. Ю., Білущак Ю. І. Математичне моделювання гетеродифузійних процесів при розпаді частинок. — Львів: Растр-7, 2018. — 240 с.
- Чернуха О. Ю., Білущак Ю. І., Чучвара А. Є. Моделювання дифузійних процесів у стохастично неоднорідних шаруватих структурах. — Львів: Растр-7, 2016. — 262 с.
- Гончарук В. Є., Лянце Г. Т., Чапля Є. Я., Чернуха О. Ю. Математичні моделі та експериментальні дані про поширення радіонуклідів у грунтах. — Львів: В-во «Растр-7», 2014. –244 с.
- Чапля Є. Я., Чернуха О. Ю., Гончарук В. Є., Торський А. Р. Процеси переносу розпадної речовини в гетерогенних середовищах. — Львів: Євросвіт, 2010. — 261 с.
- Чапля Є. Я., Чернуха О. Ю. Математичне моделювання дифузійних процесів у випадкових і регулярних структурах. — К.: Наукова думка, 2009. — 302 с.
- Бурак Я. Й., Чапля Є. Я., Чернуха О. Ю. Континуально-термодинамічні моделі механіки твердих розчинів. — К.: Наукова думка, 2006. — 272 с.
- Чапля Є. Я., Чернуха О. Ю. Фізико-математичне моделювання гетеродифузного масопереносу. — Львів: СПОЛОМ, 2003. — 128 с.

Колективні монографії:
- Математичне моделювання нерівноважних процесів у складних системах / Білущак Ю. І., Гайвась Б. І., Гера Б. В., Грицина О. Р., Данчак Н. В., Дмитрук В. А., Лопатьєв А. О., Малачівський П. С., Пізюр Я. В., П'янило Я. Д., Притула М. Г., Притула Н. М., Чапля Є. Я., Чернуха О. Ю. Колективна монографія під заг. ред. Є. Я. Чаплі. — Львів: Растр-7, 2019. — 256 с.
- Фізико-математичне моделювання складних систем / Бурак Я., Чапля Є., Нагірний Т., Чекурін В., Кондрат В., Чернуха О., Мороз Г., Червінка К. — Львів: СПОЛОМ, 2004. — 264 с.

Розділи наукових монографій:
- Chernukha O., Chuchvara A., Bilushchak Y. Simulation of admixture diffusion in a layer with randomly disposed spherical inclusions / Information Technology in Selected Areas of Management 2017. — Krakow: Wydawnictwa AGH, 2018. — P. 109—123.
- Чернуха О., Білущак Ю. Побудова розвязку рівняння дифузії частинок у випадково неоднорідному півпросторі з ерлангівським розподілом шарів / Задачі термодифузії та методи їх розв'язку: колект. моногр. / під ред. д.т.н. В.Ляшенка — Кременчук: Кременчуцький національний університет ім. М.Остроградського, 2012. — C. 81-90.
- Чернуха О. Ю., Гончарук В. Є., Дмитрук В. А. Математична модель стаціонарної дифузії у періодичних структурах за періодичного характеру конвективних явищ / Задачі термодифузії та методи їх розв'язку: колект. моногр. / під ред. д.т.н. В.Ляшенка — Кременчук: Кременчуцький національний університет ім. М.Остроградського, 2012.– С. 91-109.

Статті в журналах, які індексуються наукометричними базами Web of Science i SCOPUS:
- Chernukha O., Chuchvara A. Modeling of the flows of admixtures in a random layered strip with probable arrangement of inclusions near the boundaries of the body // Journal of Mathematical Sciences (United States). — 2019. — Vol. 238, No 2. — P. 116—128. DOI: 10.1007/s10958-019-04222-z
- Chaplya Y., Chernukha O., Bilushchak Y. Mathematical modeling of the averaged concentration field in random stratified structures with regard for jumps of an unknown function on interfaces // Journal of Mathematical Sciences. — 2018. — Vol. 225, No 1. — P. 62–74.
- Chernukha O., Goncharuk V., Davydok A. Mathematical modeling of the processes of thermodiffusion of the decaying substance in a stochastically inhomogeneous layered strip // Journal of Mathematical Sciences (United States). — 2016. — Vol. 217, No 3. — P. 312—329. DOI: 10.1007/s10958-016-2975-y
- Chernukha O., Dmytruk V. Mathematical modeling of the steady-state processes of convective diffusion in regular structures under mixed boundary conditions // Journal of Mathematical Sciences (United States). — 2014. — Vol. 201, No 2. — P. 245—261. DOI: 10.1007/s10958-014-1987-8
- Chaplya Y., Chernukha O., Dmytruk V. Advective-diffusive mass transfer in binary regular structures in the steady-state regime // Applied Mathematical Modelling. — 2013. — Vol. 37, No 9. — P. 6191-6211. DOI: 10.1016/j.apm.2012.12.019
- Chernukha O., Pelekh P. Stationary heat conduction processes in bodies of randomly inhomogeneous structure // Journal of Mathematical Sciences (United States). — 2013. — Vol. 190, No 6. — P. 848—858. DOI: 10.1007/s10958-013-1293-x
- Chaplya Y., Chernukha O., Bilushchak Y. Contact initial boundary-value problem of the diffusion of admixture particles in a two-phase stochastically inhomogeneous stratified strip // Journal of Mathematical Sciences (United States). — 2012. — Vol. 183, No 1. — P. 83-99. DOI: 10.1007/s10958-012-0799-y
- Chaplya Y., Chernukha O. Mathematical modeling diffusion of decaying particles in regular structures // Reviews on Advanced Materials Science. — 2010. — Vol. 23, No 1. — P. 21-31.
- Chaplya E., Chernukha O., Pelekh P. Mathematical modeling of heat-conduction processes in randomly inhomogeneous bodies using Feynman diagrams // Journal of Mathematical Sciences. — 2009. — Vol. 160, No 4. — P. 503—510. DOI: 10.1007/s10958-009-9514-z
- Chaplya E., Chernukha O., Tors'kyi A. Conditions of ergodicity for random diffusion-type fields // Materials Science. — 2008. — Vol. 44, No 1. — P. 70-78. DOI: 10.1007/s11003-008-9045-7
- Tors'kyi A., Chaplya E., Chernukha O. Diffusion of decaying admixtures in materials with random spherical inclusions // Materials Science. — 2006. — Vol. 42, No 2. — P. 170—182. DOI: 10.1007/s11003-006-0069-6
- Chaplia Y., Chernukha O. Three-dimensional diffusion in a multiphase body with randomly disposed inclusions of a spherical form // International Journal of Heat and Mass Transfer. — 2003. — Vol. 46, No 17. — P. 3323-3328. DOI: 10.1016/S0017-9310(03)00123-6
- Chernukha O. Physico-mathematical models of heterodiffusion in a layer // Journal of Mathematical Sciences. — 1997. — Vol. 86, No 2. — P. 2573—2577. DOI: 10.1007/BF02356099
- Chaplya E., Chernukha O. The stress-strain state for heterodiffusive saturation of a sphere // Journal of Mathematical Sciences. — 1997. — Vol. 86, No 2. — P. 2565—2572. DOI: 10.1007/BF02356098
- Chernukha O. Admixture mass transfer in a body with horizontally periodical structure // International Journal of Heat and Mass Transfer. — 2005. –Vol. 48, No 11. — P. 2290—2298. DOI: 10.1016/j.ijheatmasstransfer.2005.01.003
- Chaplia Y., Chernukha O. Physical-mathematical modelling diffusion processes in bodies of random structure using generalized functions and Feynman diagrams // International Journal of Engineering Science. — 2005. — Vol. 43, No 17-18. — P. 1337—1348. DOI: 10.1016/j.ijengsci.2005.05.012
- Chernukha O. On diffusion processes in a two-phase random nonhomogeneous stratified semispace // International Journal of Heat and Mass Transfer. — 2001. — Vol. 44, No 13. — P. 2535—2539. DOI: 10.1016/S0017-9310(00)00279-9

Матеріали конференцій, які індексуються наукометричними базами Web of Science i SCOPUS:
- Chernukha O., Bilushchak Y., Chuchvara A. Model problem of thermodiffusion of admixture particles in aircraft materials / 2019 IEEE 5th International Conference Actual Problems of Unmanned Aerial Vehicles Developments, APUAVD 2019. — Proceedings (2019). — P. 290—294.

Основні статті у фахових виданнях:
- Chaplya Y., Chernukha O., Bilushchak Y.  Matrix Green's function of double-diffusivity problem and its applications to problems with inner point source // Task Quarterly. — 2019. — Vol. 23, No. 1. — P.75-99. (doi:10.17466/tq2019/23.1/d)
- Чернуха О. Ю., Білущак Ю. І. Математична модель процесів гетеродифузії двома шляхами за каскадного розпаду мігруючих частинок // Мат. методи та фіз.-мех. поля. 2018. — 61, № 2. — С. 141—149.
- Білущак Ю. І., Чернуха О. Ю. Моделювання процесів гетеродифузії двома шляхами за каскадного розпаду домішкових частинок. І. Крайові задачі каскадного типу // Мат. методи та фіз.-мех. поля. 2018. — 61, № 3. — С. 122—131.
- Білущак Ю. І., Чернуха О. Ю. Моделювання процесів гетеродифузії двома шляхами за каскадного розпаду домішкових частинок. ІІ. Кількісний аналіз // Мат. методи та фіз.-мех. поля. 2018. — 61, № 4. — С. 100—112.
- Чернуха О., Гончарук В., Білущак Ю., Давидок А. Математичне моделювання та прогнозування поширення радіоактивних забруднень у приповерхневих шарах насиченого ґрунту // Математичні машини і системи. — 2017. — № 3. — С. 82-101.
- Чернуха О., Гончарук В., Білущак Ю., Давидок А. Пакет програм «FlowRan» для дослідження дифузійних потоків у випадкових шаруватих структурах // Математичні машини і системи. — 2016. — № 1. — С. 106—119.
- Chernukha O. Y., Bilushchak Yu. I. Mathematical modeling of random concentration field and its second moments in a semispace with erlangian disrtibution of layered inclusions // Task Quarterly. — 2016. — Vol. 20, No. 3. — P.295-334.
- Chaplya Y., Chernukha O., Davydok A. Mathematical modeling of random diffusion flows in two-phase multilayered stochastically nonhomogeneous bodies // Task Quarterly. — 2015. — Vol. 19, No. 3. — P. 297—320.
- Chaplya Y., Chernukha O., Davydok A. Simulation of diffusion flows in two-phase multilayered stochastically nonhomogeneous bodies with non-uniform distribution of inclusions // Task Quarterly. — 2015. — Vol. 19, No. 3. — P. 321—351.
- Білущак Ю., Гончарук В., Чапля Є., Чернуха О. Математичне моделювання дифузії домішкових компонент за їх каскадного розпаду // Математичні машини і системи. — 2015. — № 1. — С. 146—155.
- Chernukha O. Yu., Dmytruk V. A., Goncharuk V. Ye. Simulation of mass flows of decaying substance in layer with periodically located thin channels // Mathematical Modeling and Computing. — 2014. — Vol. 1, No. 1. — P. 17-30.
- Чапля Є., Чернуха О., Білущак Ю. Математичне моделювання процесів дифузії домішкової речовини у двофазному півпросторі з ерлангівським розподілом включень // Системні дослідження та інформаційні технології. ‑ 2013. — № 3.- С. 89-103.
- Чапля Є. Я., Чернуха О. Ю., Дмитрук В. А. Математичне моделювання стаціонарних процесів конвективно-дифузійного масопереносу у бінарних періодичних структурах // Доповіді НАН України. — 2011. — № 7. — С. 46-51.
- Чапля Є. Я., Чернуха О. Ю., Давидок А. Є. Математичне моделювання дифузійних потоків у випадково неоднорідній шаруватій смузі // Доповіді НАН України. — 2012.– № 11. — C. 40-46.
- Чернуха О. Про один метод побудови розв'язку контактно-крайових задач дифузії при мішаних граничних умовах // Доповіді НАН України. — 2006. ‑ № 1. ‑ C. 82-87.
- Чапля Є. Я., Чернуха О. Ю. Дифузія в шарі з випадково розташованими сферичними включеннями // Доповіді НАН України. — 2004. ‑ № 5. — С. 74-80.
- Чернуха О. Ю. Дифузія домішки у випадково неоднорідному волокнистому шарі // Мат. методи і фіз.-мех. поля. — 2004. — Т. 47, № 2. — С. 173—180.
- Чернуха О. Ю. Процеси дифузії в багатофазних випадково-неоднорідних волокнистих тілах // Доповіді НАН України. — 2002. ‑ № 3. ‑ С. 74-79.
- Бурак Я. Й., Чернуха О. Ю., Мороз Г. І. Умови коректності крайової задачі вертикальної гетеродифузії з урахуванням конвективної складової // Доповіді НАН України. — 2002. ‑ № 6. ‑ С. 56-61.
- Чапля Є. Я., Чернуха О. Ю. Про процеси гетеродифузії в двошаровій смузі // Доповіді НАН України. — 2002. ‑ № 11. ‑ С. 65-70.
- Чапля Є. Я., Чернуха О. Ю. Процеси дифузії в тілі з періодичною структурою // Мат. методи і фіз.-мех. поля. — 2002. — Т.45, № 4. — С. 124—131.
- Чернуха О. Ю. Дифузійні процеси у тривимірному стохастично-неоднорідному двофазному півпросторі з кульовими включеннями // Мат. методи і фіз.-мех. поля. — 2002. ‑ Т. 45, № 1. — С. 160—166.
- Бурак Я. Й., Чернуха О. Ю., Мороз Г. І. Про умови коректності для одного класу крайових задач масопереносу домішкової речовини двома шляхами // Мат. методи і фіз.-мех. поля. — 2002. — Т.45, № 3. — C. 69-77.
- Чернуха О. Ю. Про один підхід до побудови розв'язків крайових задач дифузії у багатофазних випадково-неоднорідних шаруватих тілах // Доповіді НАН України. — 2001. ‑ № 9. — С. 37-42.
- Чапля Є. Я., Чернуха О. Ю. Механогетеродифузія в пружному півпросторі при дії миттєвого джерела маси на поверхні // Доповіді НАН України. — 2000. ‑ № 4. ‑ С. 72-77.
- Чернуха О. Ю. Про одну нелінійну задачу дифузії з логарифмічною залежністю хімічного потенціалу від концентрації для шару // Доповіді НАН України. — 2000. ‑ № 8. ‑ С. 37-42.
- Бурак Я. Й., Чапля Є. Я., Чернуха О. Ю. Про вертикальну міграцію радіонуклідів у грунті // Доповіді НАН України. — 1995. — № 11. — С. 34-37.

Свідоцтва на право власності на програмні комплекси: 
- Чапля Є., Чернуха О., Торський А., Білущак Ю., Васьо Н. Пакет програм для розрахунку усередненого за ансамблем конфігурацій фаз поля концентрації та потоків маси в стохастично неоднорідних шаруватих тілах («Ro-conc») // Свідоцтво про реєстрацію авторського права на твір № 37777 від 05.04.2011 р.
- Чернуха О., Чапля Є., Гончарук В., Білущак Ю., Давидок А. Пакет програм для розрахунку дифузійних потоків у двофазних тілах випадкової шаруватої структури («FlowRan») // Свідоцтво про реєстрацію авторського права на твір № 61858 від 28.09.2015 р.